# Nieuwaal
Nieuwaal (51° 49′ N, 5° 11′ L) é uma cidade dos Países Baixos, na província de Guéldria. Nieuwaal pertence ao município de Zaltbommel, e está situada a 14 km, a leste de Gorinchem.
Em 2001, a cidade de Nieuwaal tinha 304 habitantes. A área urbana da cidade é de 0.052 km², e tem 97 residências. 
A área de Nieuwaal, que também inclui as partes periféricas da cidade, bem como a zona rural circundante, tem uma população estimada em 540 habitantes.